# Synagoge (Bad Driburg)
Die erste Synagoge in Bad Driburg wurde Anfang des 19. Jahrhunderts in der Schulstraße erbaut. 1876 wurde sie durch einen Großbrand in der Stadt zerstört. Zwei Jahre später entstand das neue Synagogengebäude an derselben Stelle. Der Synagogenraum verfügte über ca. 100 Plätze, davon 40 auf der Frauenempore. Zu den Gottesdienstbesuchern in Driburg gehörten auch jüdische Kurgäste.
Beim Novemberpogrom am 10. November 1938 wurde die Driburger Synagoge in Brand gesetzt. Die Fenster wurden eingeschlagen, die Torarollen zerrissen, die Orgel zerschlagen und die Inneneinrichtung angezündet. Die Feuerwehr konnte den Brandherd löschen und das Gebäude erhalten. Das Gebäude existiert heute noch.

## Umnutzungen und Erinnerung
1941 wurde aus dem Gebäude zuerst eine Feuerwehrgarage, später wurde es für die nahegelegene Schule genutzt, später als Getränkemarkt. Während der Umbauarbeiten der katholischen Pfarrkirche St. Peter und Paul fanden in der ehemaligen Synagoge auch Gottesdienste statt. 2018 wurde vor dem Gebäude eine Gedächtnistafel aufgestellt.